# Hans F. Redlich
Hans F. Redlich   (Viena, 11 de febrer de 1903 - Manchester, 27 de novembre de 1968) va ser un musicòleg, escriptor, director d'orquestra i compositor austríac que, a causa de la interrupció política del Partit Nacionalsocialista Alemany dels Treballadors, va viure i treballar a Gran Bretanya des de 1939 fins a la seva mort gairebé trenta anys després.

## Biografia
Redlich, era fill de Josef Redlich (1869-1936), aleshores professor d'Història a la Universitat de Viena. Va estudiar piano en privat amb Paul Weingarten i harmonia i contrapunt amb Hugo Kauder. Va ser alumne de Carl Orff a Munic després de 1921. Va ser estudiant universitari a les dues ciutats i va estudiar literatura i musicologia alemanyes. Redlich va exercir com a repetidor de l'òpera de la ciutat de Berlín-Charlottenburg entre 1924 i 1925 i com a director d'òpera per al Stadttheater Mainz de 1925 a 1929.
Des de 1929 fins a 1931, Redlich va estudiar musicologia a la Universitat de Frankfurt, on va completar una tesi sobre els canvis estilístics dels madrigals de Claudio Monteverdi. Des de llavors fins al 1937, Redlich va residir a Mannheim com a compositor i escriptor. El seu interès per Monteverdi va portar a la preparació d'una edició escènica de les Vespres de 1610, basada en l'edició pionera de les obres de Monteverdi de Gian Francesco Malipiero, publicada el 1932. L'edició de Redlich de les Vespres es va utilitzar per al primer renaixement complet de les actuacions modernes a Zuric el febrer de 1935, i per a actuacions posteriors a Nova York (1937), Suïssa (mitjans dels anys 40), Brussel·les (1946) i Londres (el 14 de maig de 1946 al Westminster Central Hall).
A causa de la situació política es va veure obligat a tornar a Viena el 1937 i, dos anys més tard, va emigrar a Gran Bretanya, prenent la nacionalitat britànica el 1947.

## La vida a Gran Bretanya
Els 30 anys que Redlich va passar a Gran Bretanya van ser potser els més fructífers de tots. Va participar en els concerts del "Morley College" durant i després de la guerra. El 21 de maig de 1948, el cor i l'orquestra del "Morley College" van oferir la primera interpretació londinenca de L'incoronazione di Poppea de Monteverdi en un concert, utilitzant una edició preparada per Redlich, que tocava l'acompanyament del clavicèmbal, dirigida per Michael Tippett.
Va viure molts anys a Letchworth, i el 1941 va fundar la "Letchworth Choral and Orchestral Society", que va dirigir fins al 1955; al mateix temps va donar conferències per a la "Workers' Educational Association" de 1941 a 1943, així com per als departaments d'Extra Mural de les Universitats de Cambridge i Birmingham de 1942 a 1955. Un dels seus alumnes a Letchworth va ser la compositora grega Jani Christou.
El seu primer lloc a temps complet des que va arribar al Regne Unit uns 15 anys abans va arribar amb el seu nomenament com a professor d'història de la música a la Universitat d'Edimburg el 1955, i el 1962 es va convertir en professor de música a la Universitat de Manchester. (succeint a Humphrey Procter-Gregg), que li va concedir el títol de Doctor honoris causa en Música el 1967.
Redlich va col·laborar amb un volum a la sèrie "Master Musicians" d'Eric Blom el 1955: "Bruckner and Mahler" va ser una obra innovadora en anglès. A la introducció ens explica que va conèixer Gustav Mahler de petit i el seu pare era amic de Mahler. Més tard va conèixer membres de la família de Mahler i va publicar, a partir de 1919, diversos estudis en alemany sobre Mahler i la seva música. El seu llibre sobre Alban Berg, publicat el 1957, va ser el primer a aparèixer en anglès, i conté capítols llargs que analitzen Wozzeck i Lulu. El 1966 Redlich va ser membre fundador i primer vicepresident de la "International Alban Berg Society" de Nova York.
Va ser un dels principals col·laboradors de la "New Oxford History of Music" i de la cinquena edició del "Grove Dictionary of Music and Musicians", així com editor anglès de "Die Musik in Geschichte und Gegenwart", per a la qual va escriure moltes de les entrades sobre compositors anglesos. El 1953 va ser membre del consell editorial de la "Hallischen Händel-Ausgabe". Va produir edicions crítiques dels Concerti Grossi de Händel, op. 6, Water Music and Music for the Royal Fireworks (1962–1966), la primera oportunitat per al públic anglès d'escoltar les obres en la seva partitura original, més que en les suites fortament orquestrades per Hamilton Harty. També va actuar com a editor general de la sèrie de partitures en miniatura d'Eulenburg.
Redlich es va casar per primera vegada amb, Elise Gerlach, el 1930, i ella va venir al Regne Unit amb ell. Ella va morir el 1959 i ell es va tornar a casar el 1961 amb Erika Burger. Redlich va morir a Manchester, on havia estat vivint a 1 Morville Road, després de diversos atacs cardíacs.

## Llibres de Hans Redlich
- Wagner opera series: Tristany and Isolde (1945); Lohengrin (1949); Parsifal (1951).
- Monteverdi: Life and Works, Londres: Oxford University Press, 1952 (una traducció de Kathleen Dale de Monteverdi: Leben und Werk, 1949)
- Bruckner and Mahler, (Master Musicians Series), Londres: Dent, 1955 (revisat 1963)
- Alban Berg, the Man and His Music per H.F. Redlich. Londres: John Calder, 1957
- New Oxford History of Music, Vol. IV (The Age of Humanism), 1968 (Capítol V/c i Capítol X)

## Arxiu
- Els treballs i partitures de Hans Redlich es celebren a la Universitat de Lancaster. Les seves partitures van constituir la base de la col·lecció de música; Es pot accedir a altres articles a través de la Biblioteca de la Universitat de Lancaster.
- Rodds, Graham. Catàleg de la Col·lecció Hans Ferdinand Redlich de llibres i partitures musicals: (inclou material sobre la Segona Escola vienesa). Biblioteca de la Universitat de Lancaster (1976).[11]